# Afur
Afur é uma entidade populacional no maciço de Anaga pertencente administrativamente ao Distrito de Anaga, município de Santa Cruz de Tenerife, na ilha de Tenerife, Ilhas Canárias, Espanha.

## Toponímia
O nome do local deriva do barranco e vale homónimo em que está localizado, sendo um termo de origem guanche que significa "mina de carvão".

## Demografia
| Variação demográfica de Afur entre 2000 e 2020 | Variação demográfica de Afur entre 2000 e 2020 | Variação demográfica de Afur entre 2000 e 2020 | Variação demográfica de Afur entre 2000 e 2020 | Variação demográfica de Afur entre 2000 e 2020 | Variação demográfica de Afur entre 2000 e 2020 | Variação demográfica de Afur entre 2000 e 2020 | Variação demográfica de Afur entre 2000 e 2020 | Variação demográfica de Afur entre 2000 e 2020 | Variação demográfica de Afur entre 2000 e 2020 | Variação demográfica de Afur entre 2000 e 2020 | Variação demográfica de Afur entre 2000 e 2020 | Variação demográfica de Afur entre 2000 e 2020 | Variação demográfica de Afur entre 2000 e 2020 | Variação demográfica de Afur entre 2000 e 2020 | Variação demográfica de Afur entre 2000 e 2020 | Variação demográfica de Afur entre 2000 e 2020 | Variação demográfica de Afur entre 2000 e 2020 | Variação demográfica de Afur entre 2000 e 2020 | Variação demográfica de Afur entre 2000 e 2020 |
| ---------------------------------------------- | ---------------------------------------------- | ---------------------------------------------- | ---------------------------------------------- | ---------------------------------------------- | ---------------------------------------------- | ---------------------------------------------- | ---------------------------------------------- | ---------------------------------------------- | ---------------------------------------------- | ---------------------------------------------- | ---------------------------------------------- | ---------------------------------------------- | ---------------------------------------------- | ---------------------------------------------- | ---------------------------------------------- | ---------------------------------------------- | ---------------------------------------------- | ---------------------------------------------- | ---------------------------------------------- |
| 2000                                           | 2001                                           | 2002                                           | 2003                                           | 2004                                           | 2005                                           | 2006                                           | 2007                                           | 2008                                           | 2009                                           | 2010                                           | 2011                                           | 2012                                           | 2013                                           | 2014                                           | 2015                                           | 2016                                           | 2017                                           | 2018                                           | 2019                                           |
| 89                                             | 88                                             | 91                                             | 84                                             | 83                                             | 82                                             | 88                                             | 84                                             | 81                                             | 80                                             | 80                                             | 76                                             | 72                                             | 71                                             | 73                                             | 75                                             | 74                                             | 76                                             | 74                                             | 74                                             |